# Dicranomyia amplificata
Dicranomyia amplificata là một loài ruồi trong họ Limoniidae. Chúng phân bố ở miền Cổ bắc.